# Arcópoli
Arcópoli es una organización sin fines de lucro española, que se ha convertido en un referente en la defensa de los derechos y la igualdad de las personas lesbianas, gais, bisexuales, trans, intersexuales y otras (LGTBI+). Fue creada en el año 2004 con sede en la Escuela Técnica Superior de Arquitectura de Madrid (ETSAM), con presencia en las universidades Politécnica (UPM) y Complutense (UCM) de Madrid.
Se define como una asociación feminista, antirracista, democrática, apartidista y laica, que respeta la libertad de pensamiento y de creencias de sus integrantes. Tiene como fines principales promover la igualdad formal y real de las personas lesbianas, gais, trans, bisexuales, intersex y más (LGTBI+) y  luchar para la erradicación de todas las discriminaciones y violencias, como los delitos y otros incidentes de odio que afectan a las personas LGTBI+: por razón de nacimiento, origen racial o étnico, sexo, religión, convicción u opinión, edad, discapacidad, orientación o identidad sexual, expresión de género, enfermedad o condición de salud, estado serológico y/o predisposición genética a sufrir patologías y trastornos, lengua, situación socioeconómica, o cualquier otra condición o circunstancia personal o social.

Para la consecución de sus fines, Arcópoli ha llevado a cabo actividades de diversa índole como la organización de talleres en materia de diversidad sexual y género y los derechos de las personas LGTBI+, campañas de prevención de la LGTBIfobia, visibilización y normalización del VIH y las personas portadoras del mismo, denuncias y protestas contra manifestaciones de carácter homófobo, bífobo y tránsfobo, como las llevadas a cabo delante de la sede del Partido Popular como protesta a su recurso contra la Ley 13/2005, también llamada Ley del matrimonio homosexual o inclusivo, actos de visibilización del colectivo LGTBI+ como la semana de la bisexualidad, el día de «salir del armario», eventos deportivos contra la discriminación, participación en la manifestación del Orgullo LGTBi+ de Madrid.
Historia

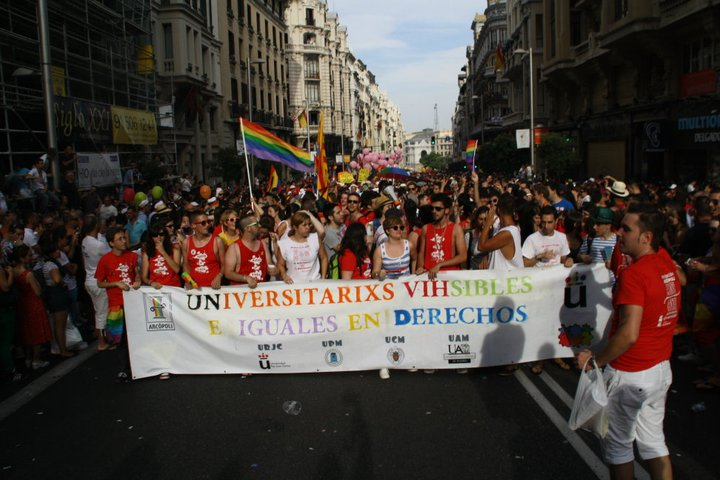
Fotografía de la pancarta utilizada por Arcópoli para participar en el Orgullo LGTB de Madrid del año 2011.

Fundada en 2004 Arcópoli surge como respuesta a la necesidad de crear un espacio seguro y de apoyo para aquellos que, a lo largo de la historia, han enfrentado discriminación y marginación debido a su orientación sexual y/o identidad de género, trabajando por la equiparación social y legal de personas lesbianas, gais, trans y bisexuales e intersexuales. 
La asociación se creó en un primer momento como una asociación de la ETSAM, pasando posteriormente a ser una asociación intercentros en toda la UPM y posteriormente llegando a la UCM a través de la Facultad de Informática y extendiéndose por diversos campus y facultades de la universidad. Por último se abrió una subsede en la UAH buscando extender a esta universidad las actuaciones de la asociación. También tienen contacto con la asociación UAMentiende de la Universidad Autónoma de Madrid y con Entendidos URJC, de la Universidad Rey Juan Carlos. En 2006 la asociación pertenece a la Federación Estatal de Lesbianas, Gays, Transexuales y Bisexuales (FELGTBI+). En  Entre 2010 y 2012 también perteneció a la Confederación Estatal de Asociaciones de Estudiantes (CANAE), donde participó en varios proyectos.  Desde nuestros inicios en la Universidad Politécnica y la Universidad Complutense, nos hemos dedicado incansablemente a luchar contra la discriminación y a fomentar el respeto hacia la diversidad.
Desde 2006 la asociación pertenece a la Federación Estatal de Lesbianas, Gais, Trans, Bisexuales, Intersexuales y más (FELGTBI+).En 2009, Arcópoli decide dar un paso más y cambia su ámbito de actuación a toda la Comunidad de Madrid, lo que le permitió en 2016, crear el Observatorio Madrileño Contra la LGTBIfobia, un proyecto pionero en toda España a través del cual se monitoriza, registra y denuncia los delitos de odio, las situaciones discriminatorias y cualquier otro incidente motivado por LGTBIfobia.
En 2023, la entidad da un pasó más en la defensa de los Derechos de las personas LGTBI+, poniendo el foco en las más vulnerables y amplia sus esfuerzos para la protección de las personas LGTBI+ migrantes, refugiadas y solicitantes de asilo. Finalmente, en 2024, Arcópoli da un paso más y amplia su ámbito de actuación a todo el territorio Español.